# 30 Rock
30 Rock è una serie televisiva statunitense trasmessa dall'11 ottobre 2006 al 31 gennaio 2013 sulla NBC.
Ideata dall'attrice e comica Tina Fey, anche protagonista della serie, segue le vicende del dietro le quinte del The Girlie Show, un immaginario show comico dal vivo, che si ispira all'esperienza della Fey come autrice del Saturday Night Live. Il nome 30 Rock si riferisce al luogo in cui si trova il 30 Rockefeller Plaza, sede degli studi televisivi della NBC, al numero 30 della Rockefeller Plaza di Midtown Manhattan, a New York.
Nel corso delle varie stagioni ha ottenuto un forte successo di critica, conquistando anche numerosi premi televisivi, tra cui quattordici Emmy Awards e sei Golden Globes.
In Italia le prime due stagioni sono state trasmesse dal 29 gennaio 2009 sulla rete televisiva pay Lei, della piattaforma satellitare Sky Italia, mentre a partire dalla terza stagione è andata in onda sul canale della stessa piattaforma Sky Uno. In chiaro è invece trasmessa dal 17 aprile 2011 sul canale del digitale terrestre Rai 4.

## Trama
Liz Lemon è la capo sceneggiatrice del The Girlie Show, uno show comico dal vivo con protagonista Jenna Maroney, attrice che ha un continuo bisogno di essere al centro dell'attenzione, poi rinominato in TGS with Tracy Jordan dopo l'ingaggio dell'attore comico Tracy Jordan, nonostante sia celebre più per le sue bravate nella vita quotidiana che per la capacità di recitazione. Viene ingaggiato dal neo-responsabile della programmazione della NBC, tipico dirigente ultra-conservatore, Jack Donaghy, contro la volontà della capo sceneggiatrice e produttrice dello show. Liz Lemon, trentenne single che fatica a costruirsi una vita fuori dall'ambiente di lavoro, è quotidianamente impegnata a gestire il dietro le quinte del suo programma, cercando di rendere produttivo il suo particolare gruppo di autori e gestendo le necessità degli attori protagonisti, che la costringono continuamente a ricorrere a dei compromessi. Unico amico con cui sfogarsi e trovare conforto in una vita dedicata totalmente al lavoro è il suo capo Jack Donaghy, che è per lei una sorta di mentore.

## Episodi
| Stagione         | Episodi | Prima TV USA | Prima TV Italia |
| ---------------- | ------- | ------------ | --------------- |
| Prima stagione   | 21      | 2006-2007    | 2009            |
| Seconda stagione | 15      | 2007-2008    | 2009            |
| Terza stagione   | 22      | 2008-2009    | 2010-2011       |
| Quarta stagione  | 22      | 2009-2010    | 2011            |
| Quinta stagione  | 23      | 2010-2011    | 2011-2012       |
| Sesta stagione   | 22      | 2012         | 2013            |
| Settima stagione | 13      | 2012-2013    | 2017            |

## Personaggi e interpreti

La protagonista Liz Lemon

### Liz Lemon
Elizabeth Miervaldis "Liz" Lemon è interpretata da Tina Fey ed è la protagonista della serie. Liz proviene da una città chiamata Whiteheaven. La sua famiglia viene introdotta durante la seconda stagione: il padre Dick e la madre Margareth si dimostrano ottimisti e di grande appoggio per la carriera della figlia, per lo meno in apparenza. Il fratello Mitch ha avuto un incidente di sci l'8 dicembre 1985. Da quel momento in poi è rimasto "intrappolato" al giorno precedente l'incidente e per i 22 anni successivi ha creduto di essere un diciassettene che vive nel 1985. Liz vive in un appartamento al 160 Riverside Drive, che è un complesso residenziale esistente situato a New York e lavora come head writer (sceneggiatore capo) nel programma immaginario TGS with Tracy Jordan, che nella serie va in onda sulla rete americana esistente NBC.
Liz è spesso dipinta come una geek: se da una parte è una brillante scrittrice, lo stesso non si può dire per le sue capacità di relazioni sociali. Ha un senso dell'umorismo che tende al sarcastico. Più volte la si vede mangiare o cercare cibo in condizioni di stress (in un quadro nel suo ufficio è rappresentato un piatto di patate fritte con ketchup). Nonostante mangi "cibo spazzatura" il suo peso non ne risente, anche perché non la si vede spesso condurre un pasto regolare e completo. Secondo quanto detto da Fey, Liz non è bulimica, "le piace solo mangiare". Apparentemente parla bene il tedesco, tuttavia nell'episodio 2x10 diventa evidente che ha delle carenze di base perché confonde i verbi "vendere" e "comprare" (verkaufen/kaufen), creando non pochi problemi a Jack. Liz è irritata dalla maleducazione e da chi infrange le regole. Una dimostrazione arriva nella scena iniziale dell'episodio pilota, quando un uomo per superare tutti nella fila creatasi al banchetto, semplicemente crea una "fila alternativa". Liz allora compra tutti gli hot dog dandoli "alle persone buone" che erano stati in fila dietro di lei. Quando è arrabbiata risulta essere molto impulsiva. Nel corso della seconda stagione si scopre una delle debolezze di Liz, cioè il suo istinto materno. Dopo aver creduto di essere incinta di Dennis Duffy, chiede aiuto a Jack per le pratiche di adozione.
Come la stessa Tina Fey, Liz è appassionata di Guerre stellari, spesso si riferisce alla trilogia originale per spiegare le sue sensazioni e le sue azioni. Per quattro Halloween di seguito si è travestita da Leila, e lo stesso fa durante la selezione di una giuria popolare, in modo da essere congedata. È una fan di Heroes e il suo personaggio preferito è Hiro Nakamura. Da un punto di vista politico le sue affermazioni tendono ad inquadrarla tra i democratici. Più volte nello show vengono fatti espliciti riferimenti a Barack Obama.
Proprio come Tina Fey, che fu capo sceneggiatore del programma televisivo Saturday Night Live (SNL) dal 1999 al 2006, Liz Lemon ricopre lo stesso ruolo nel programma TGS with Tracy Jordan. Per tale motivo è opinione diffusa che Lemon sia una versione, trasportata su schermo, della stessa Fey. A confermarlo, un'intervista rilasciata dalla Fey prima della messa in onda dell'episodio pilota, in cui afferma che Liz è lei stessa "cinque o sei anni fa, quando stavo iniziando il mio lavoro e dovevo capire come gestirmi con forti personalità, come arrivare a fine giornata dovendo, in certo modo, impaurire gli altri, ma facendo finta di non essere impaurita da loro". Fey ha dichiarato di inserire nella costruzione del personaggio degli episodi che le sono accaduti realmente, per rendere il tutto più realistico.

### Comprimari
- John Francis "Jack" Donaghy (stagioni 1-7), interpretato da Alec Baldwin, doppiato da Massimo Rossi.
Risoluto dirigente del network, amante del controllo, suadente, che interferisce costantemente nella realizzazione del TGS.
- Tracy Jordan (stagioni 1-7), interpretato da Tracy Morgan, doppiato da Pino Insegno (st. 1-3) e da Oreste Baldini (s. 4-7).
La nuova eccentrica stella del TGS.
- Jenna Maroney (stagioni 1-7), interpretata da Jane Krakowski, doppiata da Barbara De Bortoli.
Sempre in cerca dei riflettori, è una delle protagoniste del TGS. È anche la migliore amica di Liz Lemon.
- Kenneth Parcell (stagioni 1-7), interpretato da Jack McBrayer, doppiato da Nanni Baldini.
Il gioviale, giovane, obbediente stagista originario del sud degli Stati Uniti, che "vive per la televisione".
- Pete Hornberger (stagioni 1-7), interpretato da Scott Adsit, doppiato da Franco Mannella.
Il produttore "sano di mente", svelto di comprendonio del TGS, che è l'amico più fidato di Liz.
- Frank Rossitano (stagioni 1-7), interpretato da Judah Friedlander, doppiato da Alessandro Quarta.
Uno degli sceneggiatori del TGS; infantile e sarcastico, porta sempre un cappello da baseball in testa.

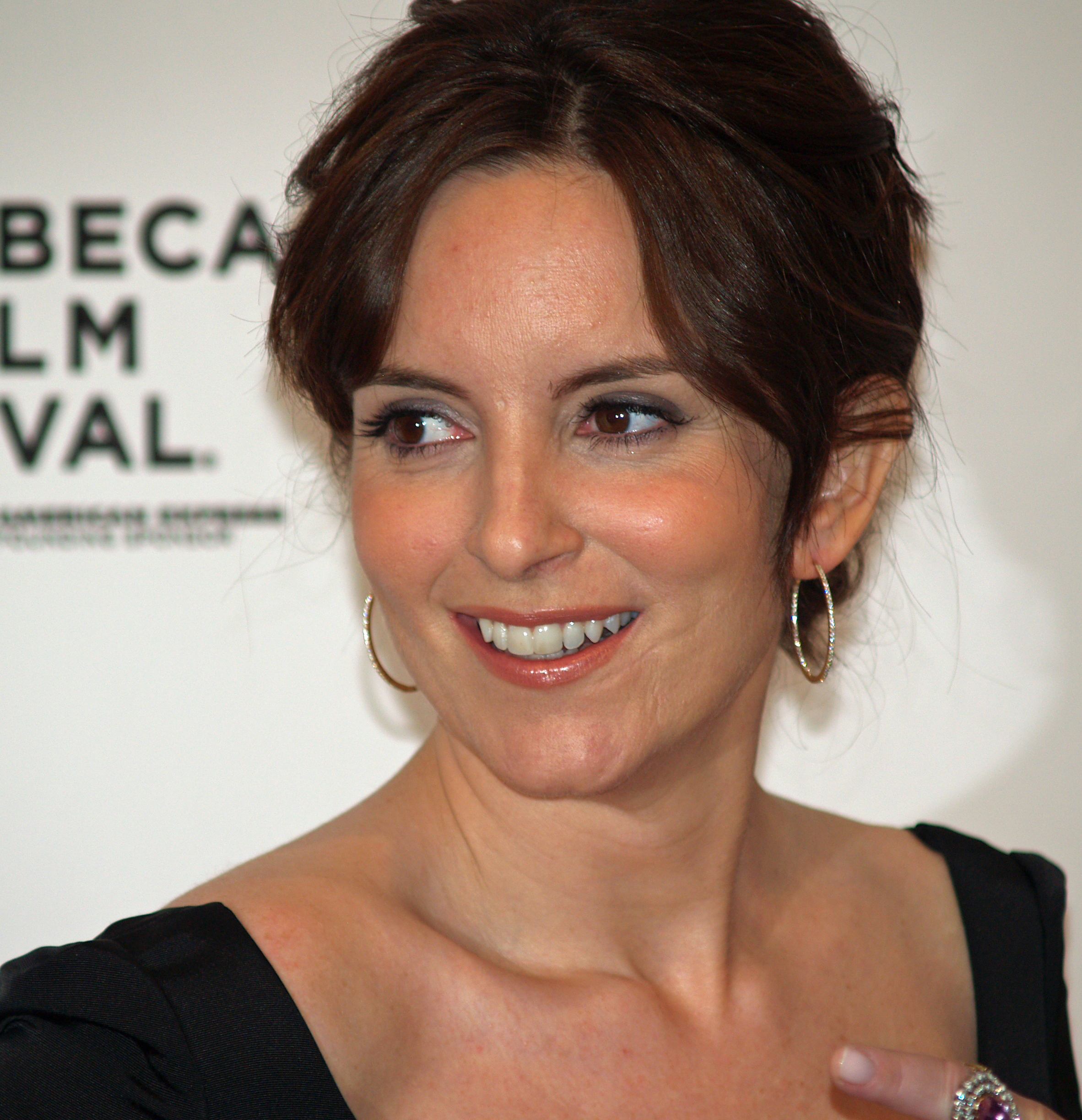
Tina Fey interpreta Liz Lemon
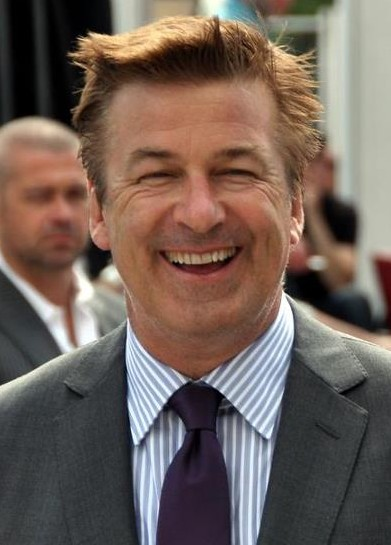
Alec Baldwin interpreta Jack Donaghy
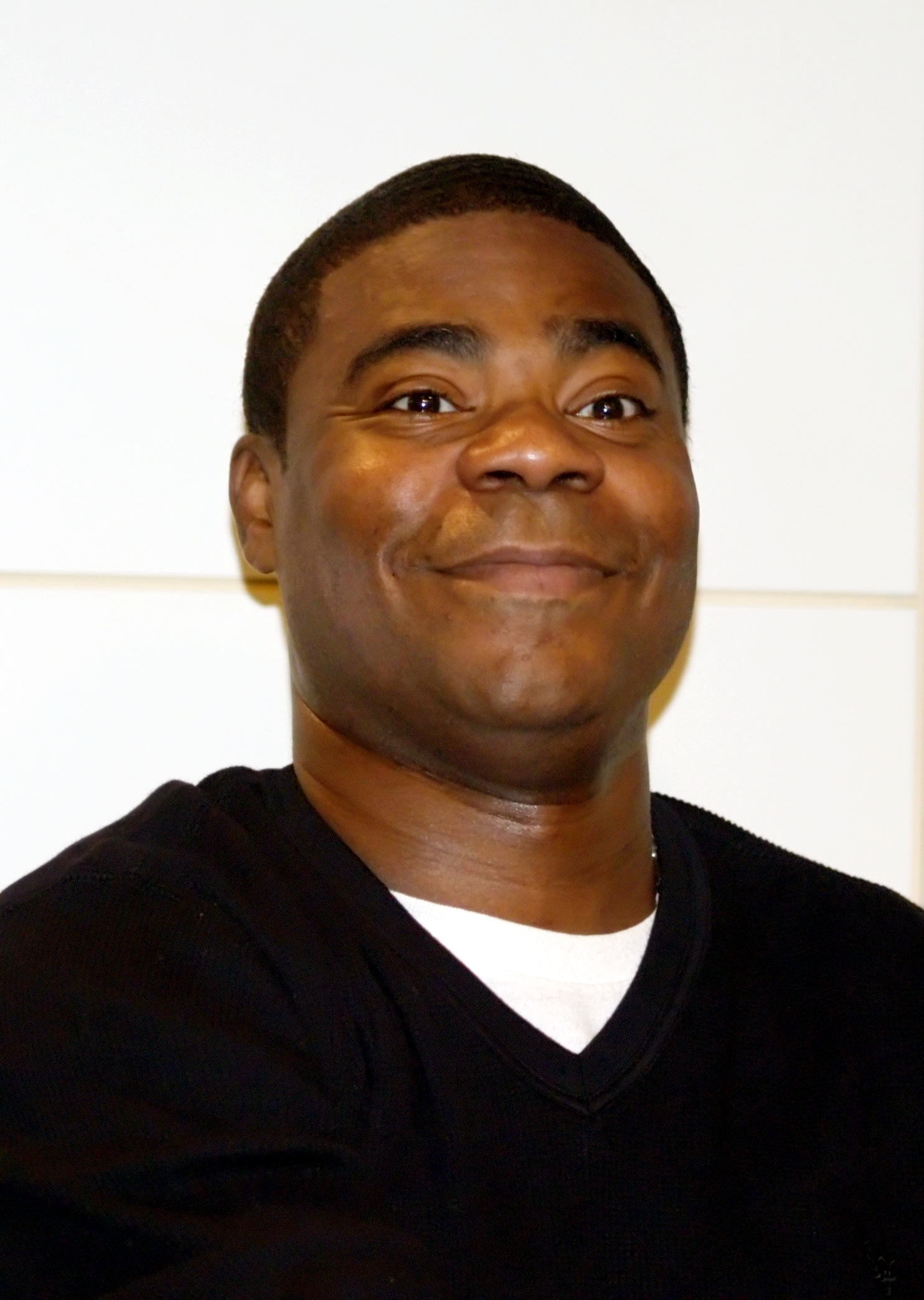
Tracy Morgan interpreta Tracy Jordan
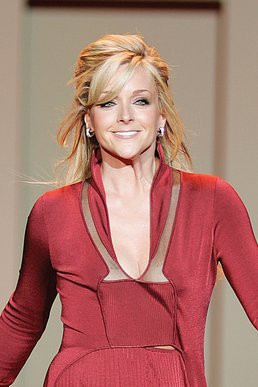
Jane Krakowski interpreta Jenna Maroney
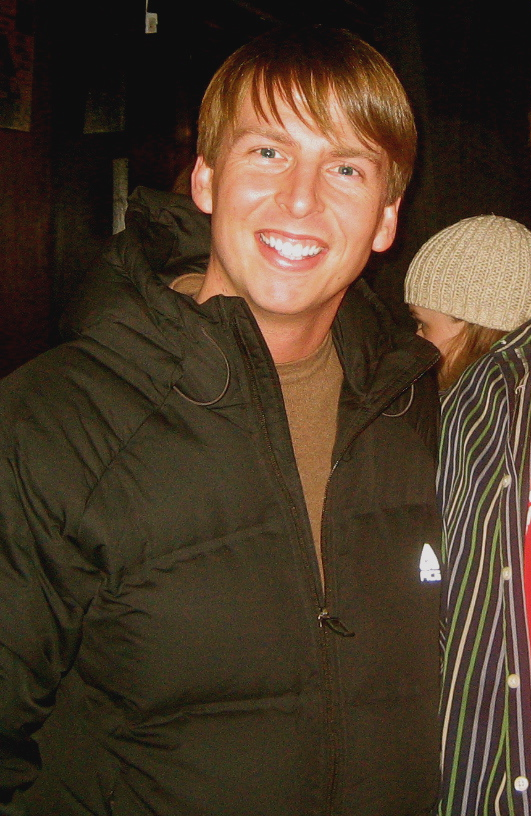
Jack McBrayer interpreta Kenneth Parcell
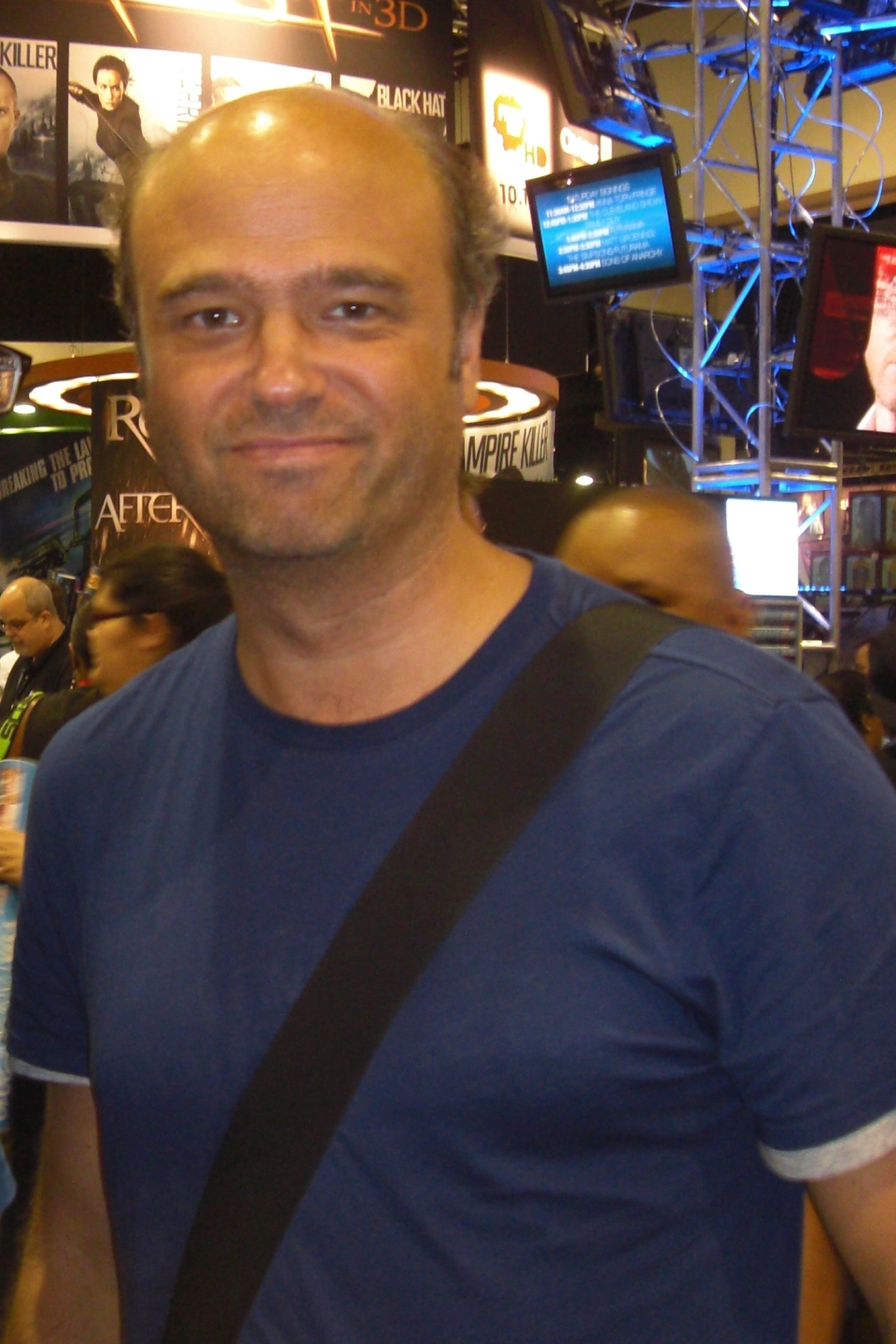
Scott Adsit interpreta Pete Hornberger
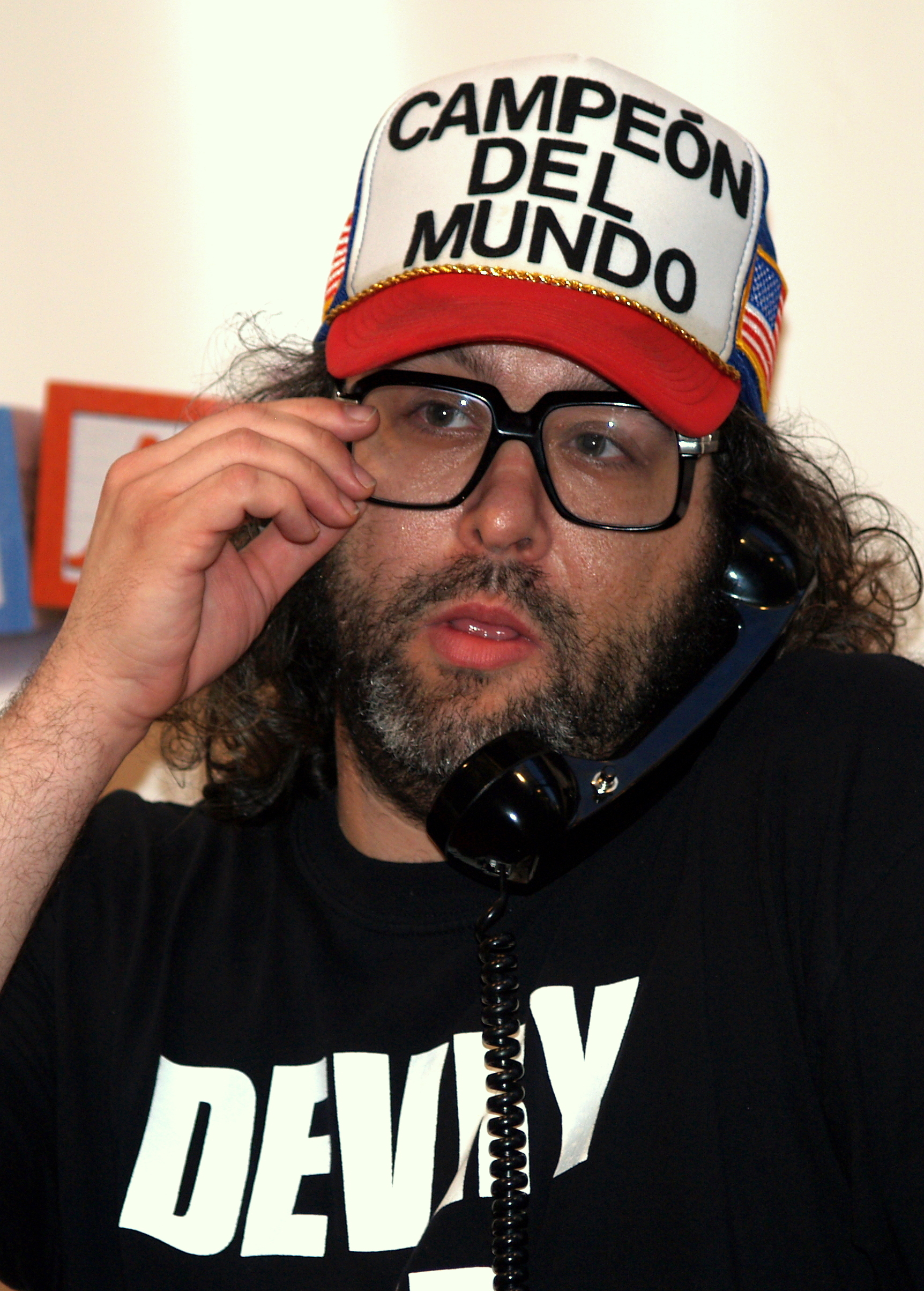
Judah Friedlander interpreta Frank Rossitano

### Personaggi secondari
- Cerie Xerox (stagioni 1-7), interpretata da Katrina Bowden, doppiata da Myriam Catania e da Francesca Manicone (solo st. 4).
L'attraente assistente di Liz che veste in modo provocante per la gioia degli sceneggiatori del TGS.
- J.D. Lutz (stagioni 1-7), interpretato da John Lutz, doppiato da Giuliano Bonetto.
Un educato membro del team di autori dello show.
- Walter "Dot Com" Slattery (stagioni 1-7), interpretato da Kevin Brown, doppiato da Mauro Magliozzi e da Mario Bombardieri (alcuni episodi st. 4).
Un erudito membro dell'entourage di Tracy.
- Grizz (stagioni 1-7), interpretato da Grizz Chapman, doppiato da Gianluca Machelli.
Un membro dell'entourage di Tracy.
- Jonathan (stagioni 1-7), interpretato da Maulik Pancholy, doppiato da Luigi Morville.
Il leale e devoto assistente di Jack verso il quale sembra provare un interesse di tipo amoroso.
- James "Toofer" Spurlock (stagioni 1-7), interpretato da Keith Powell, doppiato da Francesco Venditti (st. 1-3) e da Edoardo Stoppacciaro (st. 4-7).
L'orgoglioso sceneggiatore afroamericano laureato ad Harvard, che si scontra spesso con Tracy e Frank.
- Josh Girard (stagioni 1-4), interpretato da Lonny Ross, doppiato da Stefano Crescentini.
Un giovane ed immaturo sceneggiatore del TGS nonché co-protagonista, noto per le sue imitazioni. Esce di scena all'inizio della quarta stagione.
- Danny Baker (stagioni 4-7), interpretato da Cheyenne Jackson, doppiato da Riccardo Niseem Onorato.
Nuovo attore del TGS, scelto da Jack Donaghy nel tentativo di allargare il target dello show.
- Don Geiss (stagioni 1-3), interpretato da Rip Torn, doppiato da Pietro Biondi (solo ep. 1.14) e da Bruno Alessandro.
È l'amministratore delegato della General Electric, posto a cui Jack Donaghy aspira da tempo.
- Devon Banks (stagioni 1-7), interpretato da Will Arnett, doppiato da Fabrizio Manfredi.
È l'acerrimo rivale di Jack Donaghy, omosessuale, disposto a tutto pur di raggiungere i suoi scopi.
- Colleen Donaghy (stagioni 1-7), interpretata da Elaine Stritch, doppiata da Lorenza Biella.
È la madre di Jack Donaghy.
- Dr. Leo Spaceman (stagioni 1-7), interpretato da Chris Parnell, doppiato da Marco Mete.
È il "medico delle celebrità", attori e dirigenti della NBC si rivolgono a lui per qualsiasi necessità di natura medica.

## Guest star
Tra le guest star della prima stagione sono presenti Stephanie March, Doug Moe, Aubrey Plaza, Conan O'Brien, Whoopi Goldberg, John McEnroe, Rachel Dratch, Paul Reubens, Isabella Rossellini, Joy Behar, Rip Torn, Charlyne Yi, Nathan Lane, Anna Chlumsky, Molly Shannon, Emily Mortimer, LL Cool J e Ghostface Killah.
Nella seconda stagione appaiono Jerry Seinfeld, Steve Buscemi, Jackie Mason, Carrie Fisher, Edie Falco, Al Gore, David Schwimmer, Andy Richter, Buck Henry, Anita Gillette, Edward Herrmann, Gladys Knight, Tim Conway, Michael Bloomberg, Brian Dennehy e Matthew Broderick.
Nella terza stagione appaiono Megan Mullally, Oprah Winfrey, Harry Anderson, Jennifer Aniston, Markie Post, Charlie Robinson, Steve Martin, Diane Neal, Robyn Lively, Salma Hayek, Nancy O'Dell, Bill Bush, Peter Dinklage, Laila Robins, Maria Thayer, Larry King, Patti LuPone, Calvin Klein, Adam West, Don Pardo, Roger Bart, Steve Buscemi e Alan Alda. Nel finale di stagione inoltre appaiono nel ruolo di sé stessi Clay Aiken, Sara Bareilles, Beastie Boys, Mary J. Blige, Elvis Costello, Sheryl Crow, Steve Earle, Wyclef Jean, Norah Jones, Talib Kweli, Cyndi Lauper, Adam Levine, Michael McDonald, Rhett Miller, Moby, John Lithgow, Robert Randolph e Rachael Yamagata.
Nella quarta stagione sono presenti Steve Buscemi, Savanna Samson, Jimmy Fallon, Jeff Dunham, Betty White, Shawn Levy, Al Gore, Whoopi Goldberg, Julianne Moore, Larry Wilcox, James Franco, Elizabeth Banks, Jon Bon Jovi, Jon Hamm, Horatio Sanz, Michael Sheen, James Rebhorn, Will Ferrell, Buzz Aldrin e Matt Damon. Inoltre prestano la propria voce Gilbert Gottfried, Martin Scorsese e Christopher Walken.
Nella quinta stagione appaiono Matt Damon, Elizabeth Banks, Queen Latifah, Rob Reiner, John Amos, Julia Louis-Dreyfus, Jon Hamm, Bill Hader, Rachel Dratch, Kelsey Grammer, Ann Curry, John Slattery, Daniel Sunjata, Alan Alda, Robert De Niro, Ice-T, Richard Belzer, Ken Howard, Vanessa Minnillo, John Cho, Eion Bailey, Chloë Moretz, Terrence Mann, Susan Sarandon, Aaron Sorkin, Phil Rosenthal, Emily Mortimer, Lonny Ross, Tom Hanks, Michael Keaton, Kelly Ripa, Bono, Margaret Cho, Victor Garber, Mick Foley e Condoleezza Rice.

## Produzione

### Ideazione
Tina Fey nel 2002, quando era ancora capo-sceneggiatore ed attrice del Saturday Night Live, portò l'idea dello show che sarebbe diventato 30 Rock alla NBC, inizialmente come una sit-com incentrata su un notiziario di un canale via cavo. Kevin Reilly, il presidente del settore intrattenimento della NBC, capì che la Fey stava usando l'idea del notiziario come "variante" per raccontare le sue esperienze personali, così la incoraggiò a scrivere ciò che aveva imparato dall'esperienza al SNL. Il progetto venne quindi ripensato per essere incentrato su un programma di sketch simile al SNL, mentre la Fey nel frattempo, nel maggio 2003, rinnovava il contratto con la NBC per rimanere autrice del SNL fino alla stagione televisiva 2004-2005 e per poi sviluppare una serie televisiva per la prima serata prodotta dalla Broadway Video e dalla NBC Universal. Nel mese di febbraio 2005 la NBC confermò la produzione di un episodio pilota, inizialmente noto con il titolo di lavorazione Untitled Tina Fey Project, scritto da Tina Fey e prodotto, oltre che dalla Fey, da Lorne Michaels e Joann Alfano della Broadway Video e da David Miner della 3 Arts Entertainment.

### Casting
Nel mese di maggio 2005 furono annunciati i personaggi principali che avrebbero dato vita alla serie e venne confermato che Tina Fey, oltre che ideatrice e produttrice, sarebbe stata attrice protagonista nel ruolo di capo-sceneggiatrice di uno spettacolo televisivo dal vivo. A fine novembre 2005 si aprì ufficialmente il casting, compiuto da Tina Fey, Jen McNamara e il regista del pilot Adam Bernstein, con l'ingaggio dell'attore comico Tracy Morgan, per interpretare una delle star dell'immaginario show televisivo. Nel mese di febbraio 2006 furono ingaggiati Jack McBrayer per il ruolo di Kenneth, uno stagista che prende il suo lavoro molto seriamente, Rachel Dratch e Alec Baldwin, per il ruolo del dirigente Jack Donaghy. Nei mesi successivi si unirono al cast anche Judah Friedlander e Scott Adsit. Il 17 agosto 2006 fu ingaggiato l'ultimo membro del cast principale, Jane Krakowski, per il ruolo della star Jenna Maroney.

### Riprese

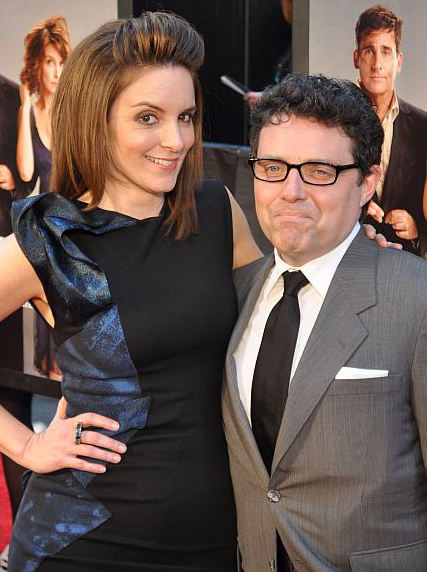
Tina Fey e Jeff Richmond

La serie è girata quasi interamente a New York. Le riprese esterne sono effettuate presso il Rockefeller Center o altri posti della città, mentre le scene al chiuso sono girate nei Silvercup Studios del Queens e negli studi televisivi della NBC del 30 Rockefeller Plaza.

### Musiche
L'accompagnamento musicale della serie è prevalentemente di genere jazz; il compositore delle musiche è Jeff Richmond, marito di Tina Fey, che ha anche composto il tema della sigla, che gli è valso una nomination ai premi Emmy 2007.
La colonna sonora ufficiale, 30 Rock: Original Television Soundtrack, è stata distribuita su CD Audio dal 16 novembre 2010 a cura della Relativity Music Group. È composta da 31 brani, molti dei quali eseguiti da membri del cast.

### Programmazione
Il 15 maggio 2006 la NBC annunciò la programmazione di una prima stagione per la stagione televisiva 2006-2007, svelando il nome ufficiale che la serie ha assunto: 30 Rock, che richiama l'indirizzo del 30 Rockefeller Plaza, sede degli studi televisivi della NBC. Il primo episodio debuttò l'11 ottobre 2006. Grazie al successo di pubblico e critica ottenuto dai primi episodi, il 1º dicembre 2006 l'ordine iniziale di 13 episodi fu esteso a 21.
Il 4 aprile 2007 arrivò il rinnovo per una seconda stagione, andata in onda dal 4 ottobre 2007. Il 23 maggio 2008 fu confermata anche una terza stagione, trasmessa dal 30 ottobre 2008; mentre il 15 gennaio 2009 fu annunciato il rinnovo per una quarta stagione, andata in onda dal 15 ottobre 2009. Il 5 marzo 2010 la serie venne rinnovata anche per una quinta stagione, trasmessa dal 23 settembre 2010.
Il 15 novembre 2010 Angela Bromstad, responsabile per la programmazione del primetime della NBC, annunciò il rinnovo per una sesta stagione, trasmessa dal 12 gennaio 2012. Previsto inizialmente per l'autunno 2011, il debutto della sesta stagione venne infatti spostato in midseason in seguito alla gravidanza di Tina Fey.

## Riconoscimenti
La serie fu accolta favorevolmente dalla critica e nel corso delle varie stagioni ha raccolto numerosi premi televisivi:
- Emmy Awards (14 premi su 75 candidature)
  - Nel 2007 premio per la miglior serie TV commedia.
  - Nel 2007 premio per la miglior attrice guest star in una serie TV commedia a Elaine Stritch.
  - Nel 2008 premio per la miglior serie TV commedia.
  - Nel 2008 premio per il miglior attore protagonista in una serie TV commedia a Alec Baldwin.
  - Nel 2008 premio per la miglior attrice protagonista in una serie TV commedia a Tina Fey.
  - Nel 2008 premio per il miglior attore guest star in una serie TV commedia a Tim Conway.
  - Nel 2008 premio per la miglior sceneggiatura per una serie TV commedia a Tina Fey, per l'episodio Gravidanza (in) desiderata.
  - Nel 2008 premio per il miglior casting per una serie TV commedia a Jennifer McNamara.
  - Nel 2008 premio per il miglior missaggio audio per una serie TV drammatica o commedia di mezz'ora a Griffin Richardson, Tony Pipitone e Bill Marino per l'episodio Quasi quasi mi compro casa.
  - Nel 2009 premio per la miglior serie TV commedia.
  - Nel 2009 premio per il miglior attore protagonista in una serie TV commedia a Alec Baldwin.
  - Nel 2009 premio per la miglior sceneggiatura per una serie TV commedia a Matt Hubbard, per l'episodio L'apparenza inganna.
  - Nel 2009 premio per il miglior casting per una serie TV commedia a Jennifer McNamara.
  - Nel 2009 premio per il miglior montaggio video per una serie TV commedia a Ken Eluto, per l'episodio Apollo, Apollo.
- Golden Globe (6 premi su 13 candidature)
  - Nel 2007 premio per la miglior interpretazione di un attore in una serie TV, miniserie TV o film TV a Alec Baldwin.
  - Nel 2008 premio per la miglior interpretazione di un'attrice in una serie TV, miniserie TV o film TV a Tina Fey.
  - Nel 2009 premio per la miglior interpretazione di un attore in una serie TV, miniserie TV o film TV a Alec Baldwin.
  - Nel 2009 premio per la miglior interpretazione di un'attrice in una serie TV, miniserie TV o film TV a Tina Fey.
  - Nel 2009 premio per la miglior serie TV commedia o musicale.
  - Nel 2010 premio per la miglior interpretazione di un attore in una serie TV, miniserie TV o film TV a Alec Baldwin.
- Eddie Awards
  - Nel 2009 premio per il miglior montaggio per una serie televisiva di mezz'ora a Meg Reticker, per l'episodio L'apparenza inganna.
  - Nel 2010 premio per il miglior montaggio per una serie televisiva di mezz'ora a Ken Eluto, per l'episodio Apollo, Apollo.
- Environmental Media Awards
  - Nel 2008 premio per il miglior episodio di una serie TV commedia, per l'episodio Mia moglie per amante.
  - Nel 2009 premio per il miglior episodio di una serie TV commedia, per l'episodio The ecologico.
- GLAAD Media Awards
  - Nel 2011 premio per il miglior episodio di una serie TV, per l'episodio Klaus e Greta.
- Gracie Allen Awards
  - Nel 2007 premio per la miglior attrice protagonista in una serie TV commedia a Tina Fey.
  - Nel 2008 premio per la miglior attrice protagonista in una serie TV commedia a Tina Fey.
  - nel 2008 premio per la miglior regia per una serie televisiva a Gail Mancuso.
  - Nel 2010 premio per la miglior serie TV commedia.
- Image Awards
  - Nel 2009 premio per la miglior regia per una serie TV commedia a Kevin Rodney Sullivan, per l'episodio Mammine sexy.
  - Nel 2010 premio per la miglior regia per una serie TV commedia a Ken Whittingham, per l'episodio Lo scaldotto.
- Monte-Carlo TV Festival
  - Nel 2011 premio per il miglior attore di una serie TV commedia a Tracy Morgan.
- NAMIC Vision Awards
  - Nel 2010 premio per la miglior interpretazione in una serie TV commedia a Tracy Morgan.
- PGA Awards
  - Nel 2008 premio per i produttori televisivi dell'anno.
  - Nel 2009 premio per i produttori televisivi dell'anno.
  - Nel 2010 premio per i produttori televisivi dell'anno.
- Peabody Awards
  - Nel 2008 premio alla Universal Media Studios, Broadway Video Television e Little Stranger.
- Satellite Awards
  - Nel 2010 premio per il miglior attore in una serie TV, miniserie TV o film TV a Alec Baldwin.
- Screen Actors Guild Awards
  - Nel 2007 premio per la miglior interpretazione di un attore in una serie TV commedia a Alec Baldwin.
  - Nel 2008 premio per la miglior interpretazione di un attore in una serie TV commedia a Alec Baldwin.
  - Nel 2008 premio per la miglior interpretazione di un'attrice in una serie TV commedia a Tina Fey.
  - Nel 2009 premio per la miglior interpretazione di un attore in una serie TV commedia a Alec Baldwin.
  - Nel 2009 premio per la miglior interpretazione di un'attrice in una serie TV commedia a Tina Fey.
  - Nel 2009 premio per la miglior interpretazione di un cast corale in una serie TV commedia a Scott Adsit, Alec Baldwin, Katrina Bowden, Tina Fey, Judah Friedlander, Jane Krakowski, Jack McBrayer, Tracy Morgan, Maulik Pancholy e Keith Powell.
  - Nel 2010 premio per la miglior interpretazione di un attore in una serie TV commedia a Alec Baldwin.
  - Nel 2010 premio per la miglior interpretazione di un'attrice in una serie TV commedia a Tina Fey.
  - Nel 2011 premio per la miglior interpretazione di un attore in una serie TV commedia a Alec Baldwin.
  - Nel 2012 premio per la miglior interpretazione di un attore in una serie TV commedia a Alec Baldwin.
  - Nel 2013 premio per la miglior interpretazione di un attore in una serie TV commedia a Alec Baldwin
  - Nel 2013 premio per la miglior interpretazione di un'attrice in una serie TV commedia a Tina Fey.
- Television Critics Association Awards
  - Nel 2007 premio per la miglior interpretazione in una serie TV commedia a Alec Baldwin.
  - Nel 2008 premio per la miglior serie TV commedia.
  - Nel 2008 premio per la miglior interpretazione in una serie TV commedia a Tina Fey.
- Writers Guild of America Awards
  - Nel 2008 premio per la miglior serie TV commedia.
  - Nel 2009 premio per la miglior serie TV commedia.
  - Nel 2009 premio per il miglior episodio di una serie TV commedia a Andrew Guest e John Riggi, per l'episodio La successione.
  - Nel 2010 premio per la miglior serie TV commedia.
  - Nel 2010 premio per il miglior episodio di una serie TV commedia a Robert Carlock, per l'episodio Apollo, Apollo.
  - Nel 2011 premio per il miglior episodio di una serie TV commedia a Robert Carlock, per l'episodio When It Rains, It Pours.